# UY Девы
UY Девы (лат. UY Virginis), HD 113158 — двойная затменная переменная звезда типа Алголя (EA) в созвездии Девы на расстоянии приблизительно 508 световых лет (около 156 парсек) от Солнца. Визуальная звёздная величина звезды — от +8,8m до +8m. Орбитальный период — около 1,9945 суток.
Открыта Энни Джамп Кэннон в обсерватории Гарвардского колледжа в 1922 году*.

## Характеристики
Первый компонент — белая звезда спектрального класса A3, или A4-F0, или A7V, или A9IV. Масса — около 1,75 солнечной, радиус — около 1,8 солнечного, светимость — около 10,471 солнечной. Эффективная температура — около 7762 K.
Второй компонент — жёлтая звезда спектрального класса G6IV. Масса — около 0,5 солнечной, радиус — около 2,3 солнечного, светимость — около 2,291 солнечной. Эффективная температура — около 4677 K.